# Erhard Quack
Erhard Quack (* 4. Januar 1904 in Trippstadt; † 29. Dezember 1983 in Speyer) war ein deutscher Kirchenlieddichter und -komponist.

## Leben
Erhard Quack studierte bis 1935 in Mannheim und Karlsruhe Musik. Er war ab 1931 als Organist in Schifferstadt tätig, 1941 wurde er Domkapellmeister in Speyer. Zudem war er Lehrer an einer Volkshochschule. Er gilt als einer der Kirchenmusiker, die den deutschen liturgischen Gesang entscheidend prägten. Bis 1969 leitete er das Bischöfliche Kirchenmusikalische Institut in Speyer, das von ihm gegründet worden war.
Von 1952 bis 1957 war er Schriftleiter und bis 1972 Herausgeber der Zeitschrift Musik und Altar. Er gehörte zu den Begründern von Universa Laus, einem internationalen Studienkreis für Gesang und Musik. Auch verfasste Quack einige Lieder für das katholische Gesangbuch Gotteslob und vertonte zahlreiche Gemeindeverse für antiphonale Gesänge, die ins Gotteslob übernommen wurden.

## Werkauswahl

### Lieder und Gesänge im „Gotteslob“ (1975 und 2013)
- Ehre dir, Gott im heilgen Thron (GL (1975) 456, T; Melodie von Caspar Ulenberg)
- Gelobt sei Gott in aller Welt (Gotteslob (1975) 610, M; Text von Maria Luise Thurmair)
- Gott, der nach seinem Bilde (GL (1975) 74, M; Text nach Huub Oosterhuis; im Gotteslob mit anderer Melodie)
- Gottes Lamm, Herr Jesu Christ (GL (1975) 161, TM)
- Heilig, heilig (GL (1975) 481, GL 193, M; Text der Liturgie)
- Heilig ist Gott in Herrlichkeit (GL (1975) 469, GL 199, T; Melodie von Caspar Ulenberg)
- Herr, erbarme dich (GL (1975) 453, M)
- Herr, erbarme dich unser (GL (1975) 454, GL 151 M)
- Herr, sei gelobt durch deinen Knecht (GL (1975) 612, M; Text von Maria Luise Thurmair)
- In Jubel, Herr, wir dich erheben (GL (1975) 611, M; Text von Maria Luise Thurmair)
- Komm, Herr Jesu, komm zur Erde (GL (1975) 565, M; Text von Georg Thurmair)
- Lamm Gottes (GL (1975) 492, M; Text der Liturgie)
- Lasst uns loben, freudig loben (GL (1975) 637, GL 489, M; Text von Georg Thurmair)
- Lob sei dem Herrn (GL (1975) 493, Text – mit Manuel Thomas – und Melodie)
- O Heiland, Herr der Herrlichkeit (GL (1975) 515, T; Melodie von Johann Leisentrit)
- Sei gelobt, Herr Jesus Christ (GL (1975) 540, M; Text von Georg Thurmair)
- Singet Lob unserm Gott (GL (1975) 260, M; Text von Georg Thurmair)
- Wir glauben an den einen Gott (GL (1975) 467, M (nach einer älteren Vorlage); Text Limburg 1931)

### Orgel
- Sechs Praeambula, 1949